# یواس‌ان‌اس توماس واشینگتن (تی-ای‌جی‌اوآر-۱۰)
یواس‌ان‌اس توماس واشینگتن (تی-ای‌جی‌اوآر-۱۰) (به انگلیسی: USNS Thomas Washington (T-AGOR-10)) یک کشتی بود که طول آن 209' بود. این کشتی در سال ۱۹۶۴ ساخته شد.